# Liste der Kunstgräben und Röschen der Revierwasserlaufanstalt Freiberg
Die Kunstgräben und Röschen der Revierwasserlaufanstalt Freiberg umfassten zeitweise ein über 80 km langes System. Dieses wurde zwischen der Mitte des 16. Jahrhunderts und der 2. Hälfte des 19. Jahrhunderts angelegt, um dem Bergbau im südlichen Freiberger Revier Aufschlagwasser zur Verfügung zu stellen. Noch heute ist das System als Teil der Landestalsperrenverwaltung Sachsen größtenteils in Betrieb und versorgt den Chemnitzer, Dresdner und Freiberger Raum mit Betriebs- und Trinkwasser.

## Untere Wasserversorgung
Die untere Wasserversorgung versorgte das südöstliche Revier um Zug insbesondere die Alte Mordgrube, Beschert Glück, Junge hohe Birke und Segen Gottes.
| Name                                                            | Bauzeit           | Länge (km) | Höhe (m ü. NN) | Quelle                                 | Mündung | Bemerkungen |
| --------------------------------------------------------------- | ----------------- | ---------- | -------------- | -------------------------------------- | --- | ----------- |
| Zethauer Kunstgraben mit Straßenrösche und Kirchenrösche        | 1564 bis ca. 1570 | 8,7        | 530 – 490      | Zethaubach 50° 46′ 12″ N, 13° 22′ 4″ O | Unterer Großhartmannsdorfer Teich 50° 48′ 21″ N, 13° 20′ 39″ O                                                                         |             |
| Müdisdorfer Kunstgraben mit Mendenrösche und Müdisdorfer Rösche | 1562–1568, 1590   | 6,2        | 485 – 480      | 50° 48′ 46″ N, 13° 20′ 26″ O           | oberhalb Rothbächer Teich in den Münzbach 50° 51′ 20″ N, 13° 20′ 33″ O sowie in den Hohbirker Kunstgraben 50° 51′ 30″ N, 13° 20′ 44″ O |             |
| Hohbirker Kunstgraben                                           | 1589–1590         | 4,8        | 480 – 470      | 50° 51′ 30″ N, 13° 20′ 44″ O           | Münzbach 50° 53′ 10″ N, 13° 21′ 15″ O                                                                                                  |             |

## Obere Wasserversorgung
Die obere Wasserversorgung versorgte das südwestliche Revier um Brand-Erbisdorf, insbesondere die Gruben Himmelsfürst, Reicher Bergsegen, Unterhaus Sachsen, Sonne und Gottesgabe.
| Name                                          | Bauzeit             | Länge (km)    | Höhe (m ü. NN) | Quelle                                                           | Mündung                                                                 | Bemerkungen |
| --------------------------------------------- | ------------------- | ------------- | -------------- | ---------------------------------------------------------------- | ----------------------------------------------------------------------- | --- |
| Flöha-Rösche                                  | 1859–1863           | 1,6           | 585 – 575      | Neuwernsdorfer Wasserteiler / Flöha 50° 42′ 18″ N, 13° 31′ 14″ O |                                                                         | seit 1968 von der Talsperre Rauschenbach überstaut                                                                                     |
| Flöhatal-Kunstgraben                          | 1859–1863           | 1,6           | 585 – 575      |                                                                  |                                                                         | seit 1968 von der Talsperre Rauschenbach überstaut                                                                                     |
| Hemmberg-Rösche                               | 1858–1863           | 0,827         | 585 – 575      |                                                                  |                                                                         | auch Cämmerswalder III. Rösche |
| Cämmerswalder II. Rösche                      | 1858–1863           | ca. 1         | 585 – 575      | 50° 41′ 50″ N, 13° 29′ 24″ O                                     | 50° 41′ 48″ N, 13° 29′ 17″ O                                            | Aufnahme des Cämmerswalder Dorfbaches                                                                                                  |
| Cämmerswalder I. Rösche                       | 1858–1863           | ca. 1         | 585 – 575      | 50° 41′ 33″ N, 13° 29′ 11″ O                                     | 50° 41′ 29″ N, 13° 28′ 54″ O                                            | |
| Pfaffenholz-Rösche                            | 1858–1863           | ca. 0,6       | 585 – 575      | 50° 41′ 27″ N, 13° 28′ 47″ O                                     | 50° 41′ 21″ N, 13° 28′ 19″ O                                            | auch Purschensteiner III. Rösche |
| Steinwiesen-Rösche                            | um 1857             | ca. 0,2       | 585 – 575      | 50° 41′ 22″ N, 13° 28′ 14″ O                                     | 50° 41′ 19″ N, 13° 28′ 7″ O                                             | |
| Purschensteiner II. Rösche                    | ca. 1852–1856       | 2,03          | 585 – 575      | 50° 41′ 15″ N, 13° 28′ 6″ O                                      | 50° 40′ 54″ N, 13° 27′ 41″ O                                            | |
| Purschensteiner I. Rösche                     | ca. 1852–1856       | 2,03          | 585 – 575      | 50° 40′ 53″ N, 13° 27′ 38″ O                                     | 50° 40′ 29″ N, 13° 26′ 52″ O                                            | |
| Dittersbacher Rösche                          | 1839–1855           | 1,57          | 585 – 575      | 50° 40′ 29″ N, 13° 26′ 51″ O                                     | 50° 41′ 4″ N, 13° 26′ 0″ O                                              | |
| Martelbacher Rösche                           | 1827–1832           | 3,054         | 575 – 570      | 50° 41′ 12″ N, 13° 25′ 54″ O                                     | Dittmannsdorfer Teich 50° 41′ 51″ N, 13° 23′ 32″ O                      | Aufnahme des Mortelbaches |
| Dittmannsdorfer Kunstgraben und Röschen       | 1787–1827           | 1,3           | 568            | 50° 42′ 1″ N, 13° 23′ 19″ O                                      | 50° 42′ 3″ N, 13° 22′ 30″ O                                             | Aufnahme von Wasseranteilen des Ullersdorfer Baches über das Stauvolumen des Kunstteiches                                              |
| Neuer Friedrich Benno Stolln                  | 1787–1827           | 1,139         | 565            | 50° 42′ 3″ N, 13° 22′ 30″ O                                      | unterhalb Bergwerksteich (Bierwiesenteich) 50° 42′ 19″ N, 13° 21′ 40″ O | |
| Friedrich Benno Stolln                        | 1787–1827           | 2,210         | 565            | 50° 42′ 21″ N, 13° 21′ 35″ O                                     | Dörnthaler Teich 50° 43′ 20″ N, 13° 20′ 38″ O                           | Aufnahme des Bierwiesenbaches |
| Dörnthaler Kunstgraben und Haselbacher Rösche | 1606–1790 1857–1862 | ca. 5,8 1,161 | 547 – 542      | 50° 43′ 38″ N, 13° 20′ 11″ O                                     | unterhalb Obersaidaer Teich 50° 46′ 17″ N, 13° 20′ 4″ O                 | Aufnahme von Wasseranteilen des Haselbaches über das Stauvolumen des Kunstteiches in Obersaida                                         |
| Obersaidaer Kunstgraben und Rösche            | 1592–1607           | 3,0           | 542 – 535      | 50° 46′ 17″ N, 13° 20′ 4″ O 50° 46′ 29″ N, 13° 18′ 59″ O         | Oberer Großhartmannsdorfer Teich 50° 46′ 51″ N, 13° 19′ 30″ O           | Durchörterung der Mulde-Flöha-Wasserscheide                                                                                            |
| Kohlbach-Kunstgraben                          | 1550–1570           | 12,8          | 525 – 505      | 50° 47′ 6″ N, 13° 19′ 21″ O                                      | Landteich 50° 51′ 0″ N, 13° 19′ 11″ O                                   | Abschlag von Wasser über den Mittleren Großhartmannsdorfer Teich in die Untere Wasserversorgung; nicht mehr vollständig bewirtschaftet |

## Muldenwasserversorgung
Die Gräben der Muldenwasserversorgung versorgten Bergbauanlagen im östlichen und nördlichen Teil des Freiberger Bergreviers. Sie standen nicht miteinander in Beziehung und werden heute wasserwirtschaftlich nicht mehr genutzt.
| Name                                      | Bauzeit   | Länge (km) | Höhe (m ü. NN) | Quelle                                                           | Mündung                                                | Bemerkungen                                                                                       |
| ----------------------------------------- | --------- | ---------- | -------------- | ---------------------------------------------------------------- | ------------------------------------------------------ | ------------------------------------------------------------------------------------------------- |
| Roter Graben                              | um 1613   | 7,830      | 323 – 294      | Abzweigsgraben der Freiberger Mulde 50° 55′ 39″ N, 13° 22′ 23″ O | Oberer Graben am Münzbach 50° 57′ 29″ N, 13° 19′ 48″ O | versorgte u. a. die Gruben Oberneugeschrei, Beihilfe, Kurprinz sowie die Halsbrücker Schmelzhütte |
| Wernergraben mit Wernerstolln und Röschen | 1827–1860 | 4,467      | 364 – 360      | Freiberger Mulde 50° 52′ 38″ N, 13° 23′ 58″ O                    |                                                        | versorgte die Grube Morgenstern, die Muldenhütten und die Revier-Pulverfabrik                     |

## Galerie

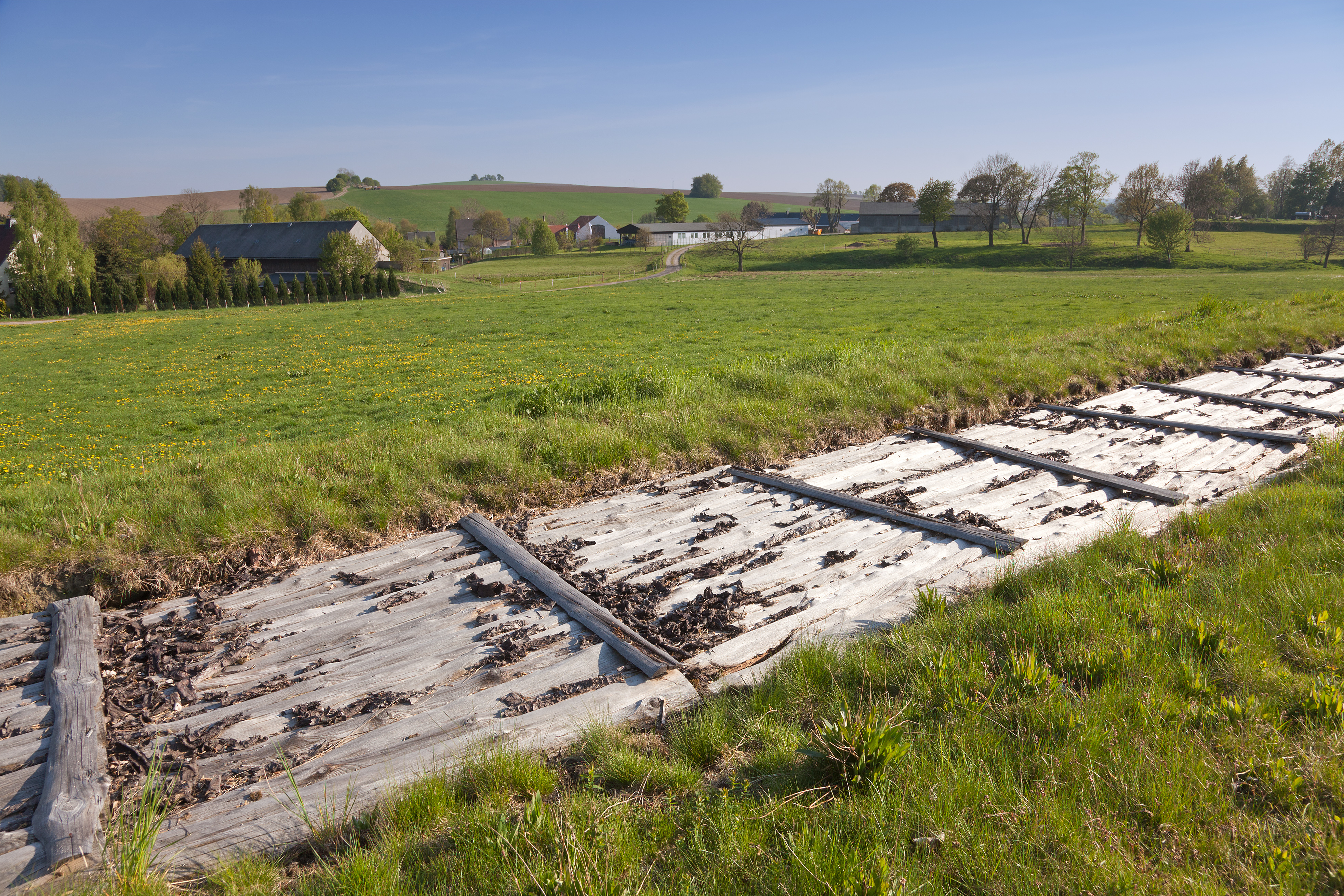
Müdisdorfer Kunstgraben nördlich von Müdisdorf
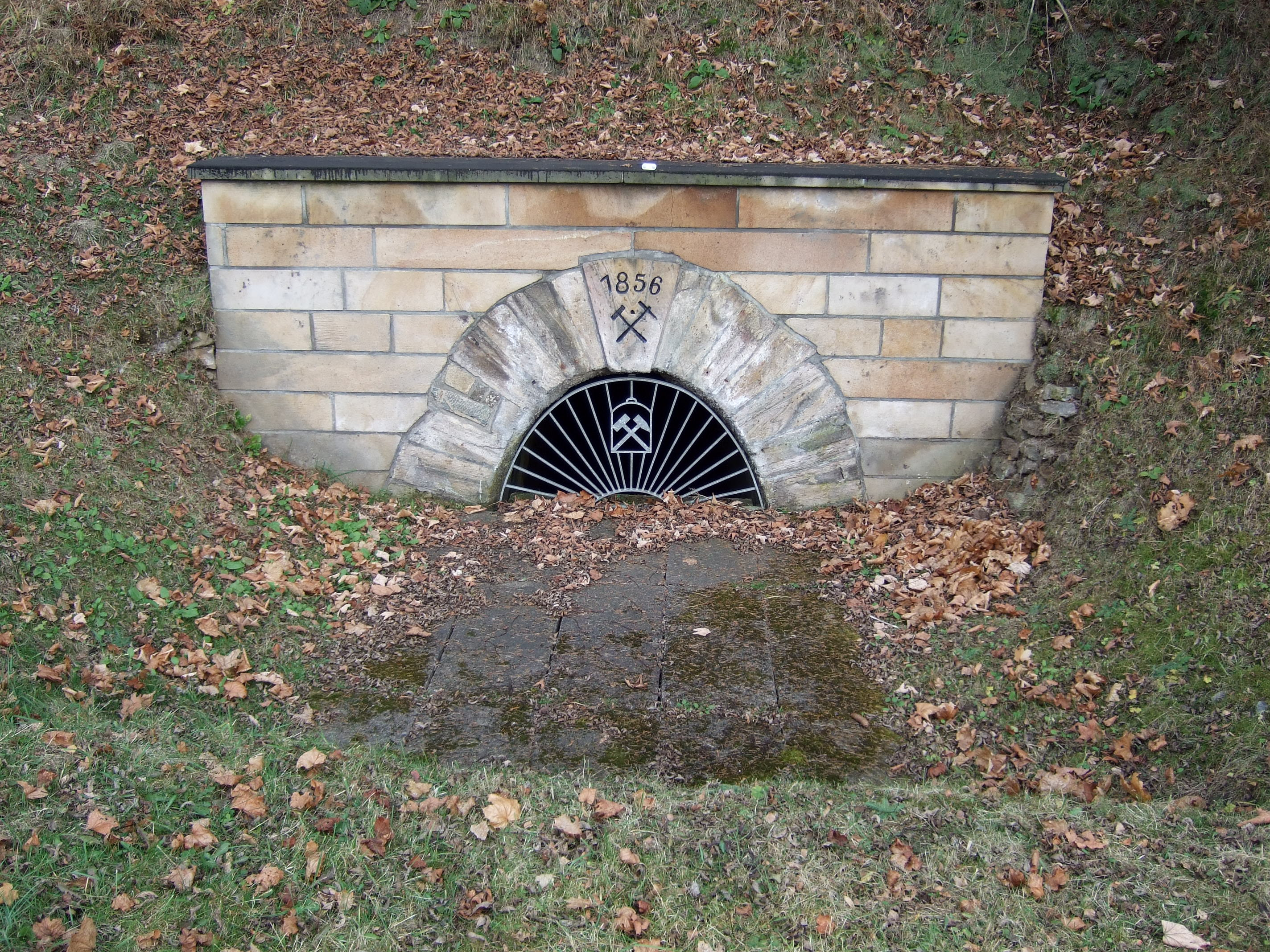
Mundloch  II. Purschensteiner Rösche
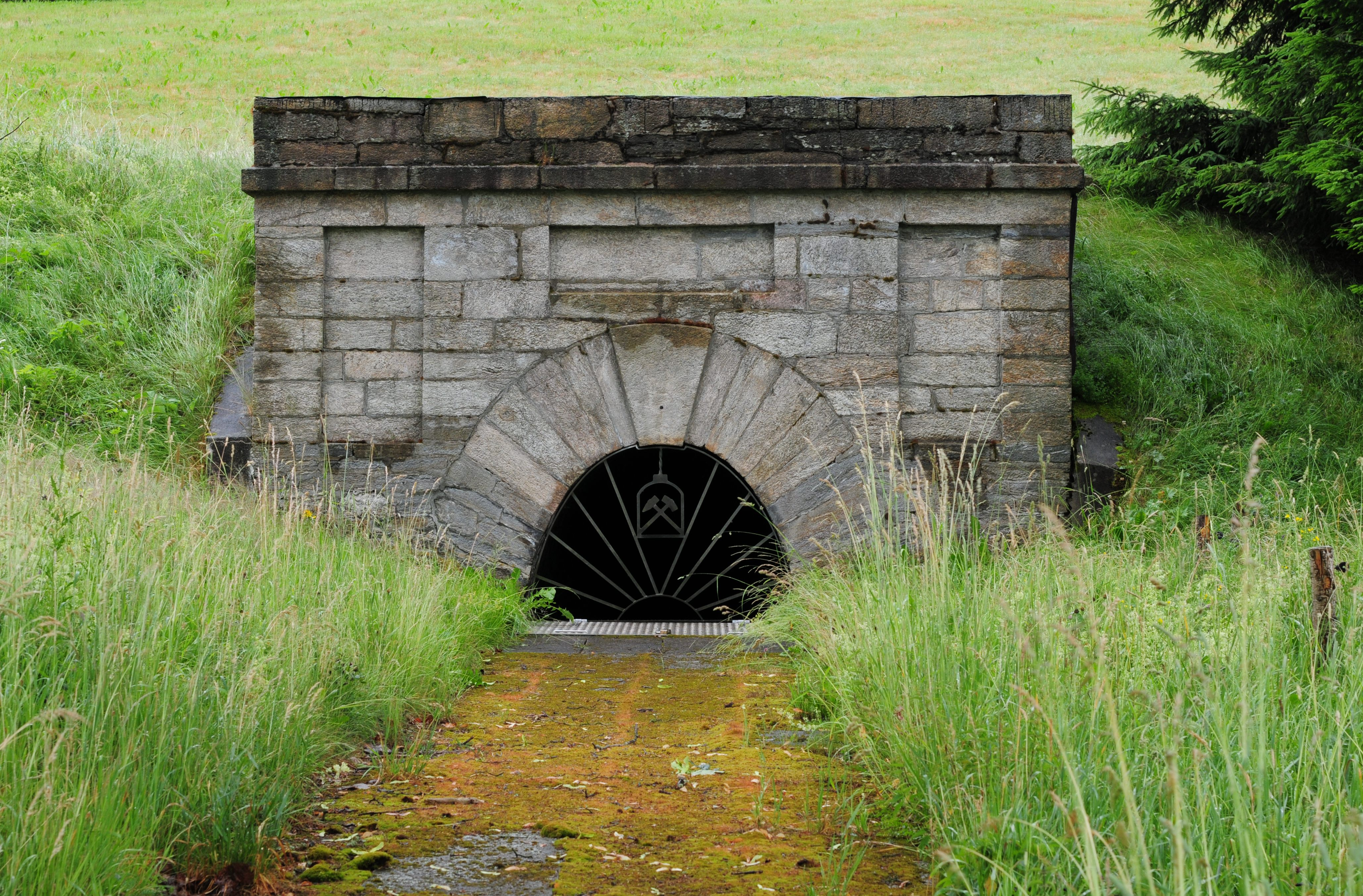
Mundloch der Martelbacher Rösche am Dittmannsdorfer Kunstteich
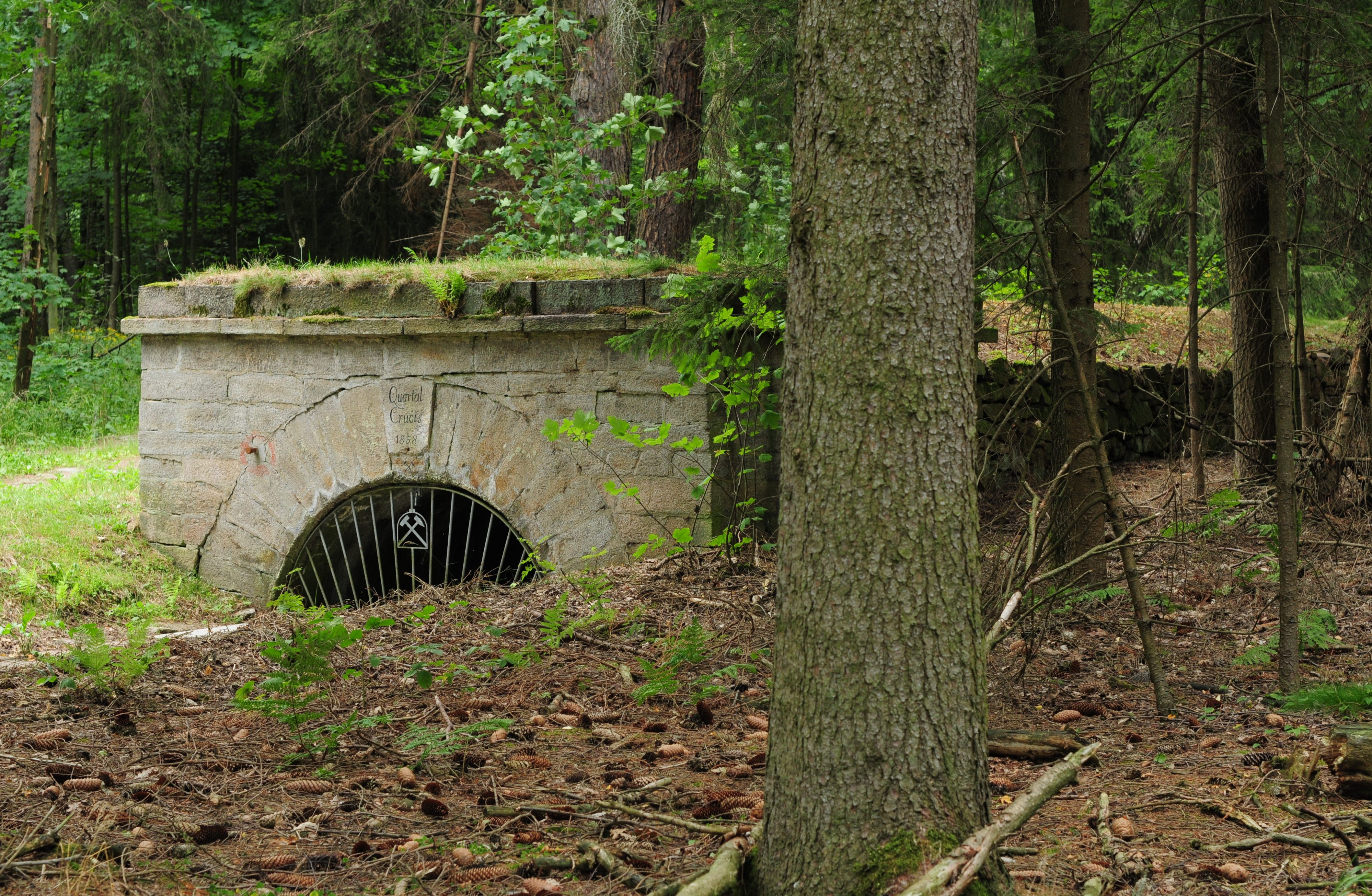
Oberes Mundloch der Haselbacher Rösche